# Kvadrat
Kvadrat é um longa-metragem documentário de 2013 escrito, co-produzido e dirigido por Anatoly Ivanov. O filme explora as realidades da discotecagem do techno, usando como exemplo o DJ Russo Andrey Pushkarev. Filmado como um hibrido entre um filme estradeiro e um vídeo de música, Kvadrat ilustra não somente a atmosfera festiva das boates techno mas também revela o lado menos conhecido desta profissão. Gravado na Suíça, França, Hungria, România e Rússia, o filme omite elementos típicos de documentários: sem entrevistas, sem narrações explicativas, sem fatos, sem figuras. Ele prioriza a sonoridade abundante da música techno, deixando a interpretação detalhada ao espectador.
Cinematicamente, Kvadrat é notado pela distintiva cor fotográfica, sound design detalhado, atenção a detalhes e falta de estrutura dramática tradicional, concluído com um pequeno orçamento.

## Enredo
DJ Andrey Pushkarev acorda no seu apartamento em Moscou, arruma seus discos de vinil em uma mala e sai para o aeroporto Domodedovo, com destino a Zurique. Na sua chegada, é recebido pelo promoter do Supermarket Club. Depois de adormecer no hotel, ele é brutamente acordado pelo seu alarme, se veste e sai para trabalhar no meio da noite. Com o término do seu set, ele deixa o clube para pegar o trem para Genebra. No caminho, ao invés de admirar o cenário dos Alpes, ele acaba adormecendo.
Após uma rápida visita a um amigo em Genebra (seja ele homem ou mulher pois não é mostrado), toma o avião de volta a Moscou. Ele completa então o primeiro ciclo de segmento da história (story loop), repetido com leves variações ao longo do filme, uma metáfora com os loops na música techno.
No seu apartamento em Moscou, depois de rapidamente responder solicitações de shows pelo Skype, ele passa pela sua imensa coleção de discos de techno para preparar suas próximas apresentações. Uma rápida raspada na barba e ele sai para uma corrida de táxi até a estação de trem, onde embarca para São Petersburgo.
Já em São Petersburgo, ele aguarda no apartamento de um amigo enquanto ouve músicas no Beatport. Quando a noite cai, ele é conduzido ao Barakobamabar onde toca um set. Ao amanhecer, seu amigo o acompanha até o metrô, um deles mal consegue andar por ter exagerado na bebida. Pushkarev toma então o metrô até a estação de trem como um atalho através do centro da cidade de São Petersburgo.
De volta a Moscou, e de volta ao começo do segmento em ciclos, ele visita seus amigos, enquanto toma um chá ele debate seu sonho de tocar techno durante o dia e de trazer a indústria do clube de techno mais em sintonia com um estilo de vida mais saudável.
Após uma rápida corrida de metrô, ele toca no Clube Mir de Moscou, voando na sequência novamente para Genebra. Lá, ele toma o mesmo trem que antes, iniciando outro ciclo de segmento (loop) na outra direção, para Olten, via Berna. Recebido pelo promoter do clube, ele segue diretamente ao Clube Terminus onde problemas técnicos perturbam sua apresentação. O toca discos Technics SL-1210 se recusa a mudar de 45 rpm a 33 rpm. Mais tarde, um técnico do clube esbarra seu cotovelo no braço do toca discos. Cansado, Pushkarev toma um táxi para o hotel onde ele confere no computador seus novos convites para apresentações.
Pela manhã, ele toma o trem para Lausana onde ele troca pelo trem TGV para Paris. Após a apresentação no Bar 4 Elements, ele continua sua viagem para a conexão Suíça, em SWISS hub em Zurique, onde embarca em um voo para Budapeste.
O pessoal local o leva de Budapest até Kecel, onde ele toca no clube Korona para um grande público. Adormecido no carro de volta para Budapeste, ele deixa de ver o centro da cidade decorado e tem apenas algumas horas para preparar suas malas antes de sair novamente para o aeroporto, começando mais uma vez o loop.
Ele viaja então para sua conexão em Zurique onde embarca para Bucareste.
Recebido no aeroporto, ele é conduzido a Craiova onde toca no clube Krypton sem nenhum descanso.
No dia seguinte ele dorme no carro durante uma grande tempestade de neve, em 2012, uma das mais mortíferas na história da România, para chegar no clube Midi em Cluj-Napoca. Lá ele toca para um público extasiado, somente para voltar na mesma BMW sofrida pelo inverno.
Finalmente ele chega à beira do mar, observa as ondas e ao por do sol silenciosamente se distancia caminhando, deixando seu case de discos na praia.[carece de fontes?]

## Produção
Por causa de restrições orçamentarias, Anatoly Ivanov agiu como escritor, co-produtor, diretor, cinematógrafo, editor e engenheiro de som.

### Desenvolvimento
Anatoly Ivanov formulou a ideia para Kvadrat apos concluir um curta de 30 minuto improvisado em Cantonês em fevereiro de 2011 sobre um evento privado de artes marciais em Hong Kong. Ele propôs de gravar um documentário realista sobre discotecagem a Andrey Pushkarev, quando na sequência ambos se encontraram no apartamento Parisiense do diretor.
Anatoly Ivanov se juntou a Yury Rysev para financiar o projeto como iniciativa privada, inicialmente calculando mal o total requerido por um fator de 5. Uma iniciativa drástica de corte de custo de produção permitiu ao filme de apresentar 5 países, apesar do pequeno orçamento, em parte graças a todos os voluntários no projeto sem qualquer compensação financeira.

### Locações
Kvadrat foi gravado exclusivamente in situ nas seguintes locações:
- Suíça
  - Zurique
  - Genebra
  - Olten
- França
  - Paris
  - Marselha
- Hungria
  - Budapeste
  - Kecel
- România
  - Bucareste
  - Craiova
  - Cluj-Napoca
- Rússia
  - Moscou
  - São Petersburgo
  - Ijevsk, Udmúrtia
  - Votkinsk, Udmúrtia
  - Stepanovo, Udmurtia

E também durante voos normais pela SWISS e Izhavia, viagens de trem por SBB-CFF-FFS, RZD, e em transportes públicos em Genebra, TPG, Metro de São Petersburgo e Metro de Moscovo.

### Filmagens
Fotografia principal começou em 27 de agosto de 2011, terminou em 16 de julho de 2012 e levou 55 dias (se considerar os dias que a câmera estava gravando).
O filme foi gravado em formato HD esférico 1080p usando duas câmeras Canon 1D mark IV e duas lentes de fotografia still Canon.
Anatoly Ivanov foi a única pessoa a gravar o vídeo e a gravar também o som do filme, levando todo o equipamento de cinema consigo. Ele evitou a utilização de dollys, gruas, tripés, steadicam e gravou Kvadrat exclusivamente com equipamento manual. Nenhum equipamento de iluminação adicional foi utilizado.

### Edição e pós-produção
Montagem no Final Cut Pro X, pós-produção começou imediatamente após o fechamento da fotografia principal. Levou 1 ano em Genebra e foi infestado por problemas técnicos, como a remoção de pixels nas gravações de câmeras e hardware de computadores inadequados (um Macbook Pro 2011 e um par de fones de ouvido Sony MDR7506).

### Música
O filme apresenta 35 músicas tocadas pelo DJ Pushkarev, representando vários subgêneros da música techno, passando por deep house ao dub techno através do minimal techno e electro:
1. “Abyss” de Manoo – Deeply Rooted House, 2008
2. “Direct” de Kris Wadsworth – NRK Sound Division, 2009
3. “La Grippe (Helly Larson Remix)” de George Soliis – Wasabi, 2011
4. “Air” de Havantepe – Styrax Leaves, 2007
5. “Mauna Loa” de Mick Rubin – Musik Gewinnt Freunde, 2009
6. “Soul Sounds (Freestyle Man Original Dope Remix)” de Sasse – Moodmusic, 2005
7. “Tammer (David Duriez Remix From Da Vault)” de Phonogenic – 20:20 Vision, 2000
8. “Track B1” de Slowhouse Two – Slowhouse Recordings, 2008
9. “Post” de Claro Intelecto – Modern Love, 2011
10. “Acid Face” de Scott Findley – Iron Box Music, 2003
11. “Warriors” de Two Armadillos – Secretsundaze Music, 2007
12. “Grand Theft Vinyl (JV Mix)” de Green Thumb vs JV – So Sound Recordings, 2004
13. “Tobacco (Alveol Mix)” de Kiano Below Bangkok – Only Good Shit Records, 2011
14. “When The Dark Calls” de Pop Out and Play – Alola, 2001
15. “Circular Motion (Vivid)” de Christian Linder – Phono Elements, 2002
16. “Blacktro (Demo 1)” de Jerome Sydenham and Joe Claussell – UK Promotions, 2007
17. “Green Man” de Mr. Bizz – Deepindub.org, 2008
18. “Tahiti” de Ben Rourke – Stuga Musik, 2011
19. “Willpower” de Joshua Collins – Prolekult, 2002
20. “Lullaby For Rastko (Herb LF Remix)” de Petkovski – Farside, 2011
21. “Agape Dub” de Luke Hess – Modelisme Records, 2009
22. “Glacial Valley” de Makam – Pariter, 2011
23. “The Time” de Vizar – Jato Unit Analog, 2011
24. “Libido” de Sean Palm and Charlie Mo – Railyard Recordings, 2008
25. “Ahck (Jichael Mackson Remix)” de Minilogue – Wir, 2007
26. “Altered State (Artificial Remix)” de Jason Vasilas – Tangent Beats, 2004
27. “Modern Times (Dub Mix)” de Hatikvah – Baalsaal, 2009
28. “That Day (Loudeast Black Label Remix)” de DJ Grobas – Thrasher Home Recordings, 2004
29. “The Hills (John Selway Dub)” de Filippo Mancinelli and Allen May – Darkroom Dubs, 2011
30. “Running Man” de Petar Dundov – Music Man Records, 2007
31. “Ice” de Monolake – Imbalance Computer Music, 2000
32. “Lucky Punch” de Peter Dildo – Trackdown Records, 2006
33. “Live Jam 1” de Rhauder – Polymorph, 2011
34. “Can U Hear Shapes?” de Pop Out and Play – Alola, 2001
35. “Be No-One” de Charles Webster – Statra Recordings, 2001

## Temas
Além da óbvia fachada do trabalho de DJ visto em uma boate, Kvadrat explora temas menos conhecidos das viagens de um DJ, cansaço, falta de sono, autodestruição, absurdos, solidão, propósito de arte e estereótipos do artista.

## Gênero
Anatoly Ivanov combinou gêneros de um filme de estrada e um vídeo clipe, criando um musical moderno de techno sem tanto dialogo. Ele deliberadamente aplicou a estética de filmes de ficção a imagens de não ficção, removeu clichês de documentários, a fim de alcançar uma terceira categoria, um resultado entre ficção e documentário. Ele, usando técnicas de ficção tais como exibição, metáforas e simbolismo para expressar ideias, provocar emoções e fazer perguntas implicitamente, ao invés de exposição, entrevistas preparadas e narrações explanatórias para comunicar as resposta explicitamente.

## Lançamento
O filme foi silenciosamente lançado em qualidade 720p no Vimeo em 17 de outubro de 2013 com Legendas em Inglês, Francês e Russo, acumulando 53.000 visualizações (desde setembro de 2014, a não ser confundido com loads). Teve sua premier no cinema com 2K DCP durante o festival Kommt Zusammen em Rostock, na Alemanha, em abril de 2014.

## Recepção
O público e imprensa foram surpreendidos com um lançamento secreto sem qualquer campanha de marketing.
Os Jornalistas enalteceram a estética, a atmosfera, qualidade meditativa e musical do filme, sua natureza realística, assim como a renúncia de entrevistas tradicionais e a aplicação de uma edição inovadora.